# Стручков, Виктор Иванович
Ви́ктор Ива́нович Стручко́в (30 июля [12 августа] 1907 года — 25 декабря 1988 года) — советский хирург, доктор медицинских наук, профессор, академик АМН СССР. Герой Социалистического Труда (1977), заслуженный деятель науки РСФСР (1963), лауреат Ленинской премии и Государственной премии СССР.

## Биография
Родился 30 июля [12 августа] 1907 года в городе Ряжске (ныне Рязанская область) в крестьянской семье.
В 1931 году окончил 2-й Московский медицинский институт. С 1931 года — в РККА. В 1932 году демобилизовался работал хирургом-ординатором, затем заведующим хирургическим отделением в Воскресенской межрайонной больнице (Московская область).
Участник Великой Отечественной войны с июля 1941 года. Работал в медицинском санитарном батальоне стрелковой дивизии в качестве ведущего хирурга, затем главным инспектором — врачом-специалистом Управления полевых эвакуационных пунктов 21-й армии на Брянском и Юго-Западном фронтах.
С июля 1942 года — армейский хирург 13-й армии на Брянском и 1-м Украинском фронтах. Участник ряда сражений и операций, среди них: Курская битва, форсирование Днепра, Проскуровско-Черновицкой, Львовско-Сандомирская операция, Висло-Одерская операция, Берлинская операция, Пражская наступательная операция.
Стручков написал несколько трудов на тему военно-полевой хирургии: «Организация приёмной и эвакуационной сортировки раненых» (1944), «Анализ смертности при проникающих ранениях груди» (1945), «Опыт нейрохирургической помощи в армии» (1945). В многотомном издании «Опыт советской медицины в Великой Отечественной войне 1941—1945 гг.» Стручков стал автором глав «Свежие ранения сосудов и их осложнения», «Ранения сосудов грудной стенки» и «Общие принципы операций при первичных кровотечениях».
В 1946 году защитил кандидатскую диссертацию на тему «Открытый пневмоторакс в войсковом и армейском районе при оборонительных и наступательных операциях». Тема докторской диссертации, которую он защитил в 1949 году — «Хирургическая специализированная помощь в действующей армии при наступлении».
В 1946 году ушёл в запас в звании подполковника медицинской службы, в этом же году стал ассистентом госпитальной хирургической клиники, затем доцентом кафедры оперативной хирургии. В 1951 году Стручков стал профессором, а в 1953 году возглавил кафедру общей хирургии 1-го Московского медицинского института им. И. М. Сеченова.
С 1949 года по 1965 год — главный хирург Министерства здравоохранения СССР.
Работы В. И. Стручкова после войны были посвящены разработке проблем хирургии лёгких и плевры, органов брюшной полости, гнойной хирургии, применению эндоскопического исследования; ему удалось разработать клиническую классификацию нагноительных заболеваний лёгких, показания и противопоказания для операций на лёгких, методики обработки культи бронха, безоперационного лечения острых абсцессов лёгких.
В 1965 году был избран действительным членом (академиком) Академии медицинских наук СССР.
На кафедре под руководством Стручкова активно изучались вопросы черепно-мозговой травмы, лечения переломов трубчатых костей, а также сепсис, тромбофлебит, применение антибиотиков в гнойной хирургии.
Всего было опубликовано свыше 400 научных работ Стручкова, в том числе 33 монографии. Его учебник «Общая хирургия» выдержал пять изданий, был удостоен Государственной премии СССР и был переведён на многие иностранные языки. Виктор Иванович воспитал более 45 докторов и 140 кандидатов медицинских наук.
Указом Президиума Верховного Совета СССР от 29 июля 1977 года Стручкову Виктору Ивановичу было присвоено звание Героя Социалистического Труда.
Вёл активную общественную работу. С 1966 года по 1976 год был академиком-секретарём президиума АМН СССР. Являлся первым заместителем председателя правления Всесоюзного научного общества хирургов, почётным членом многих республиканских и областных обществ хирургов, а также хирургических обществ других стран, главным редактором журнала «Грудная хирургия».
Жил и работал в Москве. Скончался 25 декабря 1988 года. Похоронен на Кунцевском кладбище.

## Награды
- Медаль «Серп и Молот»
- Два ордена Ленина
- Орден Октябрьской Революции
- Орден Красного Знамени
- Орден Отечественной войны I степени
- Два ордена Отечественной войны II степени
- Два ордена Трудового Красного Знамени
- Орден Дружбы народов
- Орден Красной Звезды
- Ленинская премия (1961) — за разработку и внедрение в широкую медицинскую практику оригинальных методов хирургического лечения заболеваний лёгких
- Государственная премия СССР (1975) — за учебник «Общая хирургия»
- Премия имени С. И. Спасокукоцкого АМН СССР (в соавторстве) — за монографию «Опухоли лёгких»
- Заслуженный деятель науки РСФСР (1963)
- Почётный член Медицинского общества имени Я. Пуркинье (Чехословакия)
- медали